# Ko Shimura
Ko Shimura (志村 滉 Shimura Ko?), född 27 april 1996 i Chiba prefektur, är en japansk fotbollsspelare.
Shimura började sin karriär 2015 i Júbilo Iwata. 2018 blev han utlånad till Mito HollyHock.